# Cowboys from Hell (canção)
"Cowboys from Hell" é uma canção da banda de heavy metal Pantera e está incluída no álbum Cowboys from Hell.
Os Pantera usaram a frase "Cowboys from Hell" (ou sua abreviação, CFH) liberalmente na sua imagem e merchandising. As vitrinas canção são o estilo de tocar guitarra de Dimebag Darrell. A letra da canção refere-se ao facto da banda ser originária do estado norte americano do Texas, um lugar onde não existiam bandas de metal que fossem bem sucedidas, e que eles estavam a sair da cena "underground" do metal texano para se mostrarem ao mundo.[carece de fontes?]
"Cowboys from Hell" foi considerada a 25ª melhor música de metal de todos os tempos segundo VH1 's 40 Greatest Metal Songs.

## Cultura Popular
"Cowboys from Hell" é uma das músicas mais populares e reconhecidas dos Pantera. A canção foi incluida na set list do video jogo Guitar Hero, e uma versão ao vivo da canção é apresentada no Guitar Hero: Smash Hits.